# Pagamea montana
Pagamea montana là một loài thực vật có hoa trong họ Thiến thảo. Loài này được Gleason & Standl. mô tả khoa học đầu tiên năm 1931.